# Buddhi

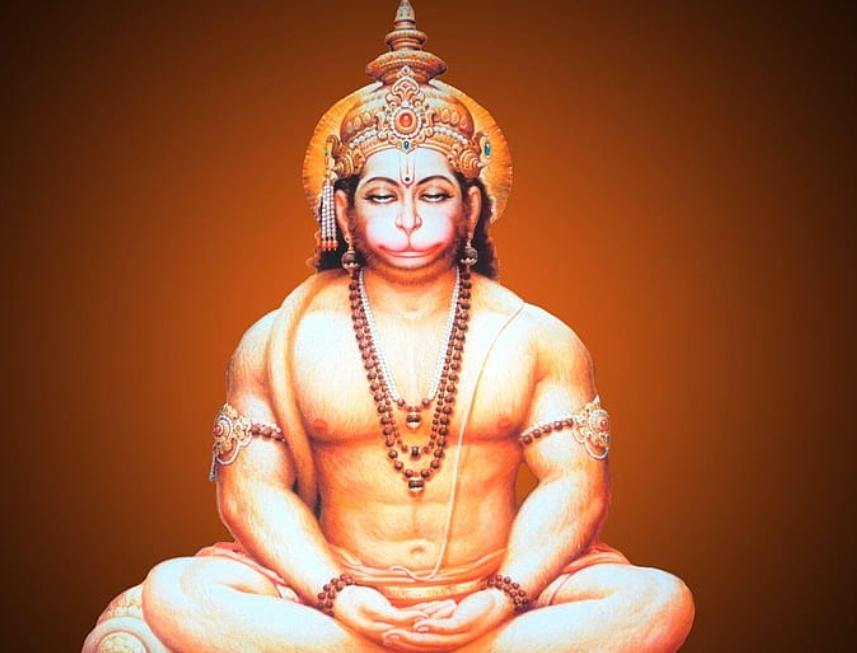
Hanuman, divinità indù protagonista del poema Ramayana, raffigurato come detentore del potere interiore di buddhi.

Presso la religione induista, per buddhi si intende l'intelletto, l'intelligenza, o l'intuito, concepito come la facoltà di penetrare l'interiorità dei concetti  (bodhanaat Buddhih); esso svolge le funzioni di decodifica, comprensione delle informazioni provenienti dalla mente (manas), rese possibili grazie a jñāna e vijñāna (conoscenza e scienza).

## Induismo e buddismo
L'importanza dell'intelletto è testimoniata dal numero di sinonimi esistenti per descriverlo. La sua sede è alla sommità del capo; è legato permanentemente con il corpo causale, per mezzo della mente.

Oltre che un organo di rappresentazione, è anche un organo di capacità e decisione. Partecipe sia del macrocosmo, che dell'anatomia umana a livello microcosmico, si tratta di un principio supremo, inferiore solo all'anima cosmica (purusa, dove risiede la luce della coscienza), e dal quale discende il senso dell'Io (ahaṃkāra). Insieme a quest'ultimo, è uno dei quattro componenti della mente nel suo complesso, oltre a manas e chitta. È anche la sede delle otto disposizioni (bhāva).
(Sāṃkhyakārikā, 22)
Nel buddismo, poiché il risveglio della buddhi consiste nell'illuminazione (bodhi), il termine è diventato una qualifica di Siddharta Gautama dopo che l'ebbe raggiunta, per la quale egli venne perciò chiamato Buddha.

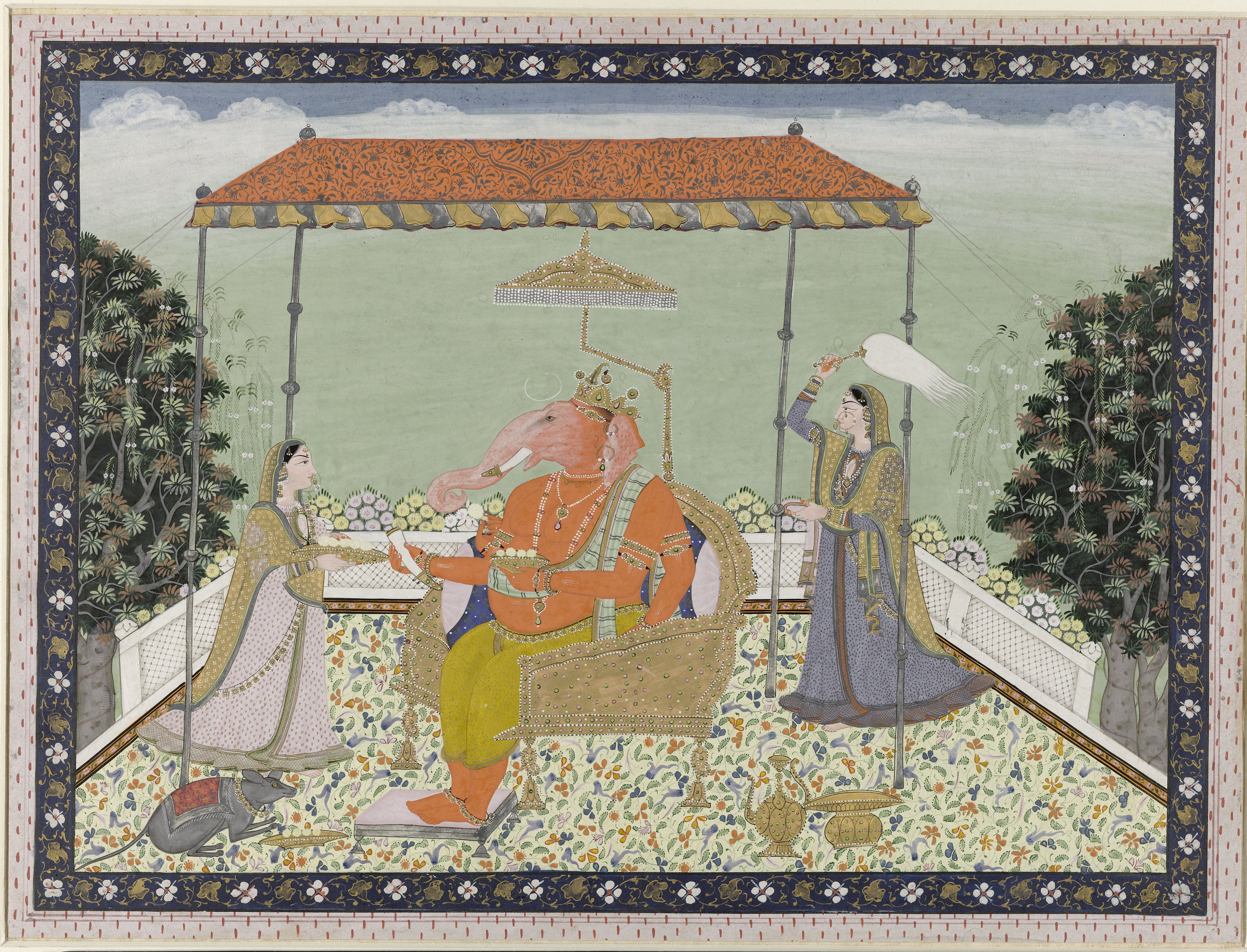
Il dio Ganesha (dalla tipica proboscide di elefante) con le sue ancelle Siddhi e Buddhi, cioè successo e intelligenza (miniatura indiana da Kangra).

### Iconografia diBuddhi
In alcune tradizioni dell'induismo, Buddhi viene personificata come una figlia del dio Brahma e sposa di Ganesha insieme a Siddhi.

## Teosofia
Nella moderna teosofia, il termine Buddhi è stato ripreso per indicare il secondo costituente supremo, dopo l'Atma, della settuplice anatomia occulta dell'essere umano, anteriore al Manas (che ne è il terzo).
Atma-Buddhi-Manas formano la triade immortale dell'io umano, che sopravvive alla morte; il secondo e il terzo di essi, cioè Buddhi e Manas, si rivestono ad ogni incarnazione di una personalità psico-fisica per servirsene come strumento con cui fare esperienza nella materia, mentre Atma resta un principio non incarnato perché incondizionato.
Buddhi è conosciuto nella teosofia anche come l'«Anima Spirituale», il canale attraverso cui lo Spirito Divino della Monade raggiunge l'Ego; mentre il suo veicolo a sua volta è il Manas, con cui forma insieme lo spirito dell'uomo propriamente detto, ossia la coscienza che dovrà diventare la sede del risveglio di prajña (saggezza o discernimento).
Se Atma è il raggio della volontà, e Manas della mente, Buddhi è il raggio dell'amore. Anche nella teosofia è inoltre un piano di esistenza nella gerarchia dei livelli cosmici: si tratta del piano delle intuizioni, colorite di amore e di aspirazioni altruistiche. Come il piano causale si riflette nel mentale inferiore, così quello buddhico si riflette nel piano astrale, che è il penultimo più basso, corrispondente nell'uomo al corpo astrale, sede delle emozioni e dei desideri egoistici non ancora trasmutati.
Nell'antroposofia di Rudolf Steiner, buddhi o spirito vitale è la parte del corpo eterico modificata dall'io.